# Clementine Nicholson
Clementine Nicholson (* 1. September in Berkshire, England) ist eine britische Schauspielerin.

## Leben
Nicholson wurde in der englischen Grafschaft Berkshire geboren. Sie lernte das Schauspiel an der Drama Centre London und der East 15 Acting School. Ihre erste Filmrolle erhielt sie 2016 in dem Film Underworld: Blood Wars als Vampirin Lena. 2018 folgte die Rolle der Elizabeth in The Secret. 2019 war sie in sechs Episoden der zweiten Staffel der Fernsehserie Knightfall in der historischen Rolle der Margarete von Burgund zu sehen. 2021 spielte sie die Rolle der Cat Cruz im Film Around Robin. Ihre deutsche Synchronstimme ist überwiegend Maria Hönig.

## Filmografie (Auswahl)
- 2016: Underworld: Blood Wars
- 2018: The Secret
- 2019: Knightfall (Fernsehserie, 6 Episoden)
- 2021: Around Robin